# NGC 1382
NGC 1382 = 1380B ist eine elliptische Galaxie vom Hubble-Typ E/SB0 im Sternbild Fornax am Südsternhimmel. Sie ist schätzungsweise 72 Millionen Lichtjahre von der Milchstraße entfernt und hat einen Durchmesser von etwa 35.000 Lichtjahren. Unter der Katalogbezeichnung FCC 190 ist sie als Mitglied des Fornax-Galaxienhaufens gelistet.

Im selben Himmelsareal befinden sich u. a. die Galaxien NGC 1380, NGC 1381, NGC 1387, NGC 1396.
Das Objekt wurde am 19. Januar 1865 von dem deutschen Astronomen Julius Schmidt mithilfe eines 16-cm-Teleskops entdeckt und später von Johan Ludvig Emil Dreyer im New General Catalogue verzeichnet.